# 영원무역
영원무역은 기능성 아웃도어 의류와 운동화 등을 OEM 방식으로 생산 및 수출하는 기업이며, 대한민국 내에서 노스페이스를 유통시키는 기업이기도 하다. 해외에 생산기지를 두고 의류와 신발은 방글라데시, 베트남, 중국 등의 현지 법인에서 생산하여 미국 등지로 수출하는 사업모델을 영위하고 있다. 주요 바이어로는 노스페이스와 나이키 등이 있다.
매출구성은 의류 80%, 신발 8% 및 기타로 이루어진다. 지주회사인 영원무역홀딩스가 대주주로 있다.
산업분야에 진입장벽이 높다고는 볼수 없으나 저임금 국가의 현지법인 및 선진국 시장의 클라이언트를 연결하는 무역 네트워크와, 제조기술 면에서는 고기능성 원단 및 무봉제접착 등으로 경쟁우위를 확보하고 있다.
대한민국 내수 시장에서도 자체 브랜드로 아웃도어 및 스포츠 의류 등을 영원프라자 매장에서 판매하고 있다. 다만 매출의 대부분이 해외의 바이어들을 대상으로 한 OEM 생산에서 나오기 때문에, 시가총액이 2조~3조원 가량인 글로벌 기업임에도 불구하고 일반인들에게는 이름이 잘 알려지지 않았다. 증시에서는 외국인 투자자들이 많이 투자하는 회사로 잘 알려져 있다.

## 같이 보기
유사한 업종의 기업으로는 한세실업, 신성통상, 세아상역, 한솔섬유 등이 있다. 이들은 모두 ODM 또는 OEM 방식의 의류 수출 사업을 하는 기업들이다.

## 계열사
- 영원아웃도어
- 스캇노스아시아

## 참고 문헌
- 네이버 기업사전 - 영원무역